# Pandanus limbatus
Pandanus limbatus är en enhjärtbladig växtart som beskrevs av Elmer Drew Merrill och Lily May Perry. Pandanus limbatus ingår i släktet Pandanus och familjen Pandanaceae. Inga underarter finns listade.